# Catarhoe bahrama
Catarhoe bahrama là một loài bướm đêm trong họ Geometridae.